# 妇女生活
妇女生活是中華民國歷史上的一份妇女刊物（半月刊），也是上海婦女救國會的會刊。1935年7月在上海创刊。該雜誌由沈兹九编辑，上海书店发行。该刊物号召妇女投入抗日活動當中。該刊物曾經兩度被國民政府查封。中國抗日戰爭全面爆發後，該刊物的編輯部先後遷往漢口以及重慶。1941年皖南事變爆發後停刊。許廣平、郭沫若、茅盾、何香凝、鄒韜奮等人曾在該刊物上投稿。